# قنداب قولييفا
قنداب حبيب قيزي قولييفا - (10 أغسطس 1949 - 26 يونيو 2017) (بالأذرية:  Qəndab Həbib qızı Quliyeva ) - مغنية و ممثلة مسرحية أذربيجانية, فنانة الشعب في جمهورية أذربيجان الاشتراكية السوفيتية. 

## سيراتها ذاتية و نشاتها الفنية
ولدت قنداب قولييفا في 10 أغسطس، عام 1949 قي قرية ديلاغارده لمقاطعة فضولي.
تخرجت قنداب قولييفا من أكاديمية باكو للموسيقى في 1976-1980، و من أكاديمية باكو للموسيقى إسمه عاسف زينلي في 1980.
ثم واصلت تعليمها في جامعة أذربيجان الحكومية للثقافة والفنون بين 1991-1996. كانت ناريمان علييف أول معلمها مقام.
بدأت فعاليتها كمغنية في مسرح أكاديمية دولة أذربيجان للأوبرا والباليه في 1981. 
على مسرح هذا المسرح قامت قنداب قولييفا بتأليف أدوار ليلي، أسلي (عزير حاجبايوف - ("ليلي ومجنون"، "أسلي وكريم")، عربزانغي مسلم ماقوماييف - ("شاه إسماعيل")، شاهسانام (زولفوقار حجيبايوف)، أشيجوج ("جلين قياسي").
توفيت قنداب قولييفا في 26 يونيو عام 2017 في مدينة باكو.